# Patrick Geddes

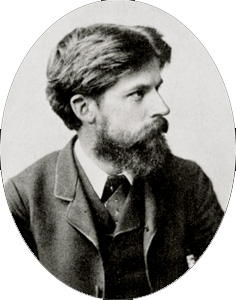
Patrick Geddes (1886)

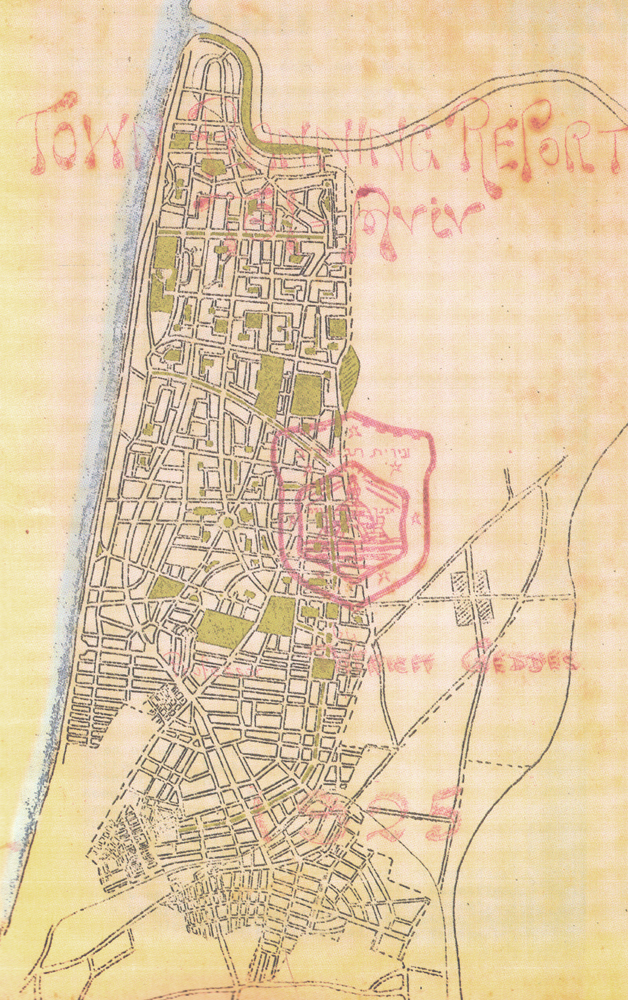
Patrick Geddes’ Masterplan von Tel Aviv (1925)

Sir Patrick Geddes (geboren 2. Oktober 1854 in Ballater; gestorben 17. April 1932 in Montpellier) war ein schottischer Biologe, Geograph und Botaniker. Bekannt wurde er als innovativer Denker auf dem Gebiet der Stadtplanung und der Pädagogik. Sein botanisches Autorenkürzel lautet „Geddes“. Zusammen mit seinem Schwiegersohn, dem Architekten Sir Frank Mears, arbeitete er an Projekten im Nahen Osten.

## Leben

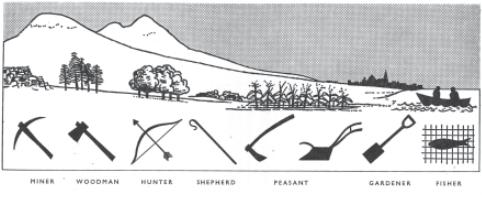

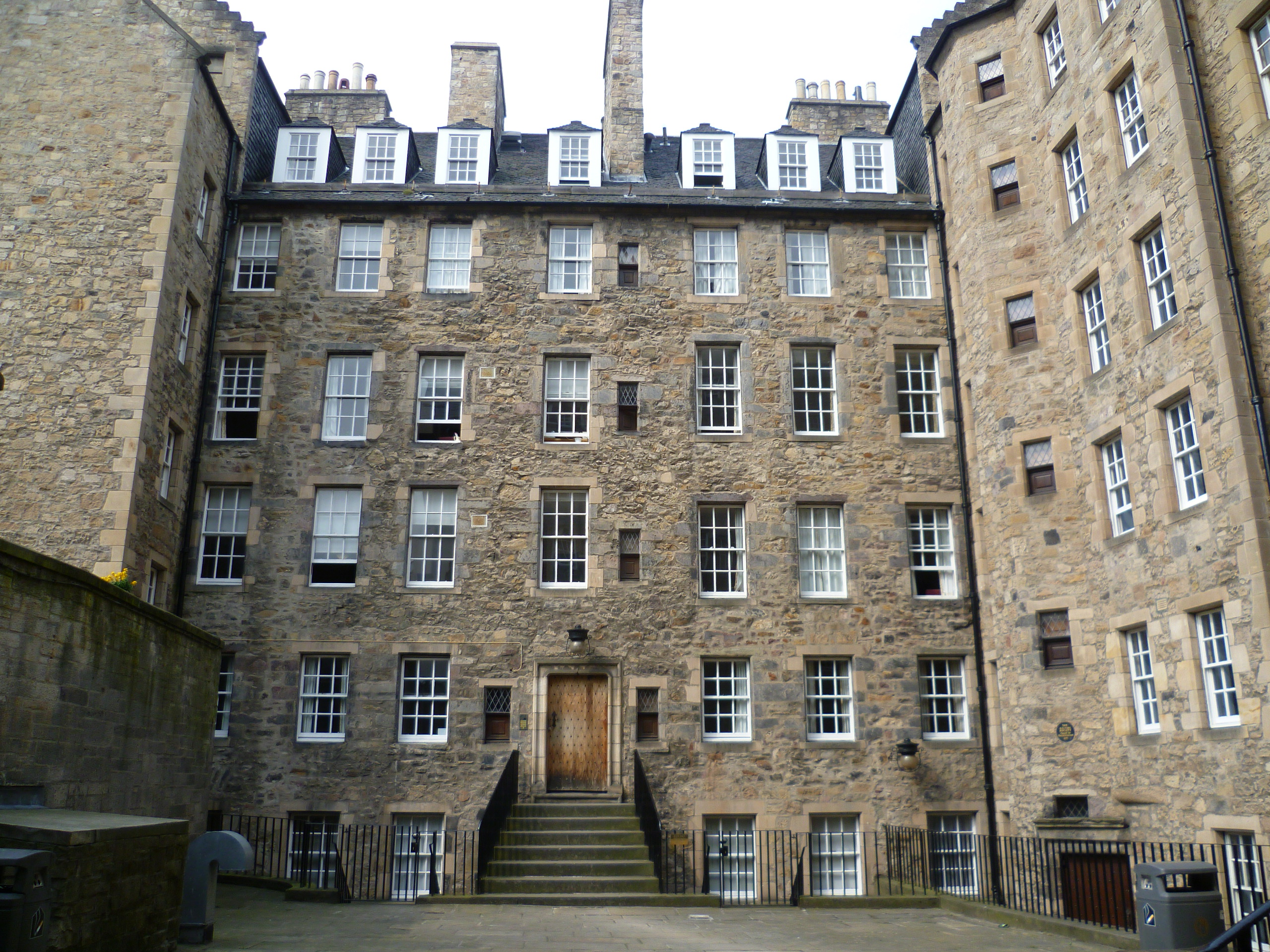

Geddes Vater war ein einfacher Soldat, der 1857 in einem Vorort von Perth ein Cottage mit dem Namen Mount Tabor erwarb. Dort wuchs der junge Patrick Geddes auf und sammelte in den Bergen oberhalb des River Tay seine ersten Erfahrungen auf dem Gebiet der Botanik. In den Jahren 1874 bis 1878 studierte er am Royal College of Mines in London bei Thomas Henry Huxley, ohne einen Abschluss zu machen, und verbrachte dann die Jahre 1877–1878 als Demonstrator in der Abteilung für Physiologie des University College London im Labor von John Scott Burdon-Sanderson, wo er u. a. Charles Darwin kennenlernte. 1880 wurde er zum Fellow der Royal Society of Edinburgh gewählt. Bereits mit 24 Jahren war Geddes ein anerkannter Biologe, dessen Arbeiten von der Royal Society veröffentlicht wurden. 1879 richtete er in Stonehaven für die Universität von Aberdeen ein zoologisches Institut ein. Danach ging er auf Forschungsreise nach Mexiko. Nach einer Krankheit, die ihn fast das Augenlicht gekostet hätte, richtete er seine Aufmerksamkeit auf den Menschen und seine Lebensumwelt. 1888 übernahm er den Lehrstuhl für Botanik am University College Dundee, den er bis 1919 innehatte, bevor er für fünf Jahre als Inhaber des Lehrstuhl für Soziologie an die University of Bombay wechselte. 1924 gründete er das Collège des Écossais im südfranzösischen Montpellier. 1932 wenige Monate vor seinem Tod wurde er als Knight Bachelor („Sir“) in den persönlichen Adelsstand erhoben.
Geddes war seit 1886 mit Anna Morton (1857–1917) verheiratet, der Tochter eines wohlhabenden Kaufmanns. Die beiden hatten drei Kinder: Norah, Alasdair und Arthur. Während eines Besuchs in Indien im Jahr 1917 erkrankte Anna an Typhus und starb, ohne zu wissen, dass ihr Sohn Alasdair in Frankreich im Einsatz gefallen war. Die Tochter Norah Geddes (1887–1967) wurde später Landschaftsarchitektin und war in Geddes’ Open Spaces-Projekten aktiv; sie war ab 1913 mit dem Architekten und Planer Frank Charles Mears (1880–1953) verheiratet.
Patrick Geddes war wie der Soziologe John Ruskin der Ansicht, soziale Prozesse und räumliche Strukturen seien eng miteinander verbunden. Er hielt es deshalb auch für möglich, durch gezielte Gestaltung der räumlichen Umwelt soziale Prozesse zu beeinflussen oder zu initiieren. Er stellte diese Theorie zu Beginn des 20. Jahrhunderts auf, einer Zeit, in der die Industrialisierung die Lebensweise der Menschen im Vereinigten Königreich dramatisch verändert hatte. Geddes Ziel war die Schaffung eines städtischen Umfeldes, das optimal auf die Bedürfnisse des Menschen eingerichtet wäre und Körper und Geist in Einklang brächte.
Geddes demonstrierte seine Theorien durch seine Arbeit unter anderem in der Altstadt von Edinburgh. In einem stark verfallenen Viertel, in dem im 18. und 19. Jahrhundert bekannte Denker wie Adam Smith gelebt hatten, richtete er Bürgerhallen ein. In einem Turm bei Edinburgh Castle, dem Outlook Tower, richtete er ein Museum für lokale, regionale und internationale Geschichte ein. Herzstück des Museums war eine große Camera Obscura in der Turmspitze. Sie sollte dem Besucher ermöglichen, seine direkte Umgebung zu überblicken und sie als Einheit verstehen lernen. In Edinburgh gestaltete er auch den Dunbar’s Close Garden.
Geddes Thesen beeinflussten viele Denker des 20. Jahrhunderts, wie etwa den US-amerikanischen Urban-Theoretiker Lewis Mumford. Heute wird Geddes oft als Vater der Stadtplanung bezeichnet.
Vom zionistischen Politiker Chaim Weizmann wurde er beauftragt, Tel Aviv und Haifa durch einen Masterplan zu strukturieren. Zu diesem Zweck hielt sich Geddes auf einer Reise nach Indien im September 1919 etwas weniger als drei Monate in Palästina auf und kam auf der Rückfahrt nach Schottland im Mai 1920 ein weiteres Mal in das Land. Er entwarf eine Gartenstadt mit hierarchischem Straßennetz und mit vielen Plätzen. Der nach ihm benannte Geddes-Plan musste allerdings ziemlich verändert werden – weil in der ersten Hälfte der 1930er Jahre mehr Menschen zuzogen, als vorhergesehen. Dennoch lässt sich die Idee von Geddes an vielen Stellen noch herauslesen.

## Pädagogisches Werk
Geddes erarbeitete ein pädagogisches Modell abseits der klassischen „3R“ (Reading, wRiting, aRithmetic). Er bevorzugte stattdessen die „3H“, nämlich Heart, Head, Hand. Diese Erziehung mit „Kopf, Herz und Hand“ findet sich bereits bei Johann Heinrich Pestalozzi. Geddes entwickelte Pestalozzis Modell weiter, indem er dem Herzen (Heart) den Vorzug gab, da er der Meinung war, die traditionelle Erziehung konzentriere sich zu sehr auf den Kopf (Head). Geddes kannte die Bedeutung, die Gefühle für die Motivation zu lernen haben. Daher schlug er vor, Lehrer sollten zuerst verstehen, was ihre Schüler eigentlich motiviert. Geddes kam zu dem Ergebnis, Lernen sollte beim Herzen, also mit den Gefühlen, beginnen. Danach sollte man sich auf die Hand (Lernen durch Tun) und schließlich auf den Kopf („intellektuelles“ Lernen, Lernen aus Büchern) konzentrieren. Als ideale Lernumgebung für Herz und Hand schlug Geddes die freie Natur vor.
In Geddes’ Heimat Schottland hat diese Erkenntnis bis heute die Konsequenz, Lernen auch im „Draußen“, also in der Natur stattfinden zu lassen. Mit wachsender Bekanntheit des pädagogischen Werks Geddes’ verbreitet sich dieser Gedanke auch immer mehr über die Grenzen Schottlands hinweg.

## Ehrungen
Nach ihm ist das Kap Geddes in der Antarktis benannt.

## Werke
- mit J.A. Thomson und W. Scott: The Evolution of Sex, London 1889
- The Evergreen: A Northern Seasonal, Lawnmarket, Edinburgh 1895/96
- City Development, A Report to the Carnegie Dunfermline Trust, Rutgers University Press 1904
- The Masque of Learning, 1912
- Cities in Evolution, Williams & Norgate, London 1915 (Digitalisat)
- The Life and Work of Sir Jagadis C. Bose, Longman, London 1920
- mit J.A. Thomson,  Williams & Norgate: Biology, London 1925
- Leben und Werk von Sir Jagadis C. Bose, Rotapfel-Verlag, Erlenbach-Zürich 1930
- mit J.A. Thomson, Harper & Brothers: Life: Outlines of General Biology, London 1931